# Microcharops ussuriensis
Microcharops ussuriensis là một loài tò vò trong họ Ichneumonidae.